# Skerdimų miškas
Skerdimų miškas este o arie protejată (sit de importanță comunitară — SCI) din Lituania întinsă pe o suprafață de 180,94 ha, integral pe uscat.

## Localizare
Centrul sitului Skerdimų miškas este situat la coordonatele 54°57′15″N 25°18′55″E / 54.9543°N 25.3152°E.

## Înființare
Situl Skerdimų miškas a fost declarat sit de importanță comunitară în aprilie 2022 pentru a proteja un număr necunoscut de specii din flora spontană și fauna sălbatică aflate în arealul zonei.

## Biodiversitate
Situată în ecoregiunea boreală, aria protejată conține 3 habitate naturale: Păduri caducifoliate bătrâne naturale hemiboreale fino-scandinave (Quercus, Tilia, Acer, Fraxinus sau Ulmus) bogate în specii epifite, Păduri caducifoliate de mlaștină fino-scandinave, Păduri pe pante, grohotișuri și ravene de Tilio-Acerion.
La baza desemnării sitului se află un număr nedeclarat de specii protejate.
Pe lângă speciile protejate, pe teritoriul sitului au mai fost identificate 1 specie de păsări.